# Nikki Hiltz
Nikki Hiltz (Santa Cruz, 23 ottobre 1994) è una mezzofondista statunitense.

## Biografia
Dopo diverse ottime prestazioni in competizioni National Collegiate Athletic Association, nel 2019 prende parte ai Giochi panamericani di Lima, conquistando la medaglia d'oro nei 1500 metri piani; poco dopo si qualifica dodicesima sulla medesima distanza ai campionati mondiali di Doha.
Nel 2023 è tre volte campionessa statunitense assoluta nei 1500 metri piani indoor e outdoor e nel miglio, gara nella quale lo stesso anno fa registrare il record nazionale e nord-centroamericano, pari a 4'16"35, durante il meeting Herculis nel Principato di Monaco. Ai campionati mondiali di Budapest 2023 non riesce però a superare la fase delle semifinali dei 1500 metri piani.
Nel 2024 conquista la medaglia d'argento nei 1500 metri piani ai campionati mondiali indoor di Glasgow.
Nel 2021, durante la giornata internazionale della visibilità transgender, ha dichiarato di essere transgender e non binaria.

## Record nazionali
- Miglio: 4'16"35  ( Monaco, 21 luglio 2023)

## Progressione

### 800 metri piani
| Stagione | Tempo      | Luogo        | Data      | Rank. Mond. |
| -------- | ---------- | ------------ | --------- | ----------- |
| 2023     | 1'59"03    | Azusa        | 14-4-2023 |             |
| 2022     | 2'00"27    | New York     | 20-5-2022 |             |
| 2021     | 2'01"36    | Azusa        | 25-7-2021 |             |
| 2019     | 2'01"37    | Azusa        | 19-4-2019 |             |
| 2018     | 2'05"16(i) | Fayetteville | 27-1-2018 |             |
| 2017     | 2'05"83    | Columbia     | 11-5-2017 |             |
| 2016     | 2'06"42    | Fayetteville | 6-5-2016  |             |
| 2015     | 2'08"55    | Eugene       | 11-4-2015 |             |
| 2013     | 2'09"50    | Gilroy       | 24-5-2013 |             |
| 2012     | 2'10"10    | Gilroy       | 26-5-2012 |             |
| 2011     | 2'13"36    | Los Gatos    | 22-4-2011 |             |

### 1500 metri piani
| Stagione | Tempo      | Luogo         | Data      | Rank. Mond. |
| -------- | ---------- | ------------- | --------- | ----------- |
| 2024     | 4'02"32(i) | Glasgow       | 3-3-2024  |             |
| 2023     | 3'59"61    | Monaco        | 21-7-2023 |             |
| 2022     | 4'04"12    | Los Angeles   | 15-7-2022 |             |
| 2021     | 4'02"94    | Mission Viejo | 18-7-2021 |             |
| 2020     | 4'07"09(i) | New York      | 8-2-2020  |             |
| 2019     | 4'01"52    | Doha          | 3-10-2019 |             |
| 2018     | 4'09"14    | Eugene        | 9-6-2018  |             |
| 2017     | 4'10"28    | Sacramento    | 24-6-2017 |             |
| 2016     | 4'20"21    | Tuscaloosa    | 31-5-2016 |             |
| 2015     | 4'16"13    | Austin        | 30-5-2015 |             |
| 2014     | 4'36"65    | Corvallis     | 2-5-2014  |             |
| 2012     | 4'29"51    | Bloomington   | 15-6-2012 |             |
| 2011     | 4'26"13    | Eugene        | 15-6-2012 |             |

### 1500 metri piani pista corta
| Stagione | Tempo      | Luogo    | Data      | Rank. Mond. |
| -------- | ---------- | -------- | --------- | ----------- |
| 2024     | 4'02"32(i) | Glasgow  | 3-3-2024  |             |
| 2023     | 4'06"59(i) | New York | 11-2-2023 |             |
| 2022     | 4'10"87(i) | Spokane  | 26-2-2022 |             |
| 2021     | 4'09"82(i) | New York | 13-2-2021 |             |
| 2020     | 4'07"09(i) | New York | 8-2-2020  |             |
| 2017     | 4'20"53(i) | New York | 4-2-2017  |             |

### Miglio
| Stagione | Tempo      | Luogo           | Data      | Rank. Mond. |
| -------- | ---------- | --------------- | --------- | ----------- |
| 2023     | 4'26"35    | Monaco          | 21-7-2023 |             |
| 2022     | 4'21"89    | Raleigh         | 5-8-2022  |             |
| 2021     | 4'26"48    | Raleigh         | 6-8-2021  |             |
| 2020     | 4'24"45(i) | New York        | 8-2-2020  |             |
| 2019     | 4'31"42(i) | Seattle         | 8-2-2019  |             |
| 2018     | 4'32"29    | Falmouth        | 18-8-2018 |             |
| 2017     | 4'34"47(i) | College Station | 11-3-2017 |             |
| 2016     | 4'38"27(i) | Seattle         | 13-2-2016 |             |
| 2015     | 4'37"90(i) | Fayetteville    | 13-3-2015 |             |
| 2013     | 4'51"52    | Palo Alto       | 30-3-2013 |             |
| 2012     | 4'50"55(i) | Seattle         | 26-2-2012 |             |
| 2011     | 5'03"06    | Palo Alto       | 26-3-2011 |             |

### Miglio pista corta
| Stagione | Tempo      | Luogo           | Data      | Rank. Mond. |
| -------- | ---------- | --------------- | --------- | ----------- |
| 2024     | 4'24"68(i) | New York        | 11-2-2023 |             |
| 2022     | 4'30"75(i) | New York        | 29-1-2022 |             |
| 2020     | 4'24"45(i) | New York        | 8-2-2020  |             |
| 2019     | 4'32"40(i) | New York        | 23-2-2019 |             |
| 2018     | 4'32"59(i) | College Station | 10-3-2018 |             |
| 2017     | 4'34"57(i) | College Station | 11-3-2017 |             |
| 2016     | 4'42"74(i) | Fayetteville    | 26-2-2016 |             |
| 2015     | 4'37"90(i) | Fayetteville    | 13-3-2015 |             |

### 3000 metri piani
| Stagione | Tempo      | Luogo         | Data      | Rank. Mond. |
| -------- | ---------- | ------------- | --------- | ----------- |
| 2024     | 8'39"92(i) | New York      | 11-2-2024 |             |
| 2019     | 9'04"32(i) | Winston-Salem | 2-2-2019  |             |
| 2018     | 9'04"64(i) | Seattle       | 10-2-2018 |             |
| 2017     | 9'24"43(i) | Nashville     | 21-1-2017 |             |

### 3000 metri piani pista corta
| Stagione | Tempo      | Luogo         | Data      | Rank. Mond. |
| -------- | ---------- | ------------- | --------- | ----------- |
| 2024     | 8'39"92(i) | New York      | 11-2-2024 |             |
| 2019     | 9'04"32(i) | Winston-Salem | 2-2-2019  |             |

## Palmarès
| Anno | Manifestazione      | Sede     | Evento       | Risultato  | Prestazione | Note                                     |
| ---- | ------------------- | -------- | ------------ | ---------- | ----------- | ---------------------------------------- |
| 2019 | Giochi panamericani | Lima     | 1500 m piani | Oro        | 4'07"14     |                                          |
| 2019 | Mondiali            | Doha     | 1500 m piani | 12ª        | 4'06"68     |                                          |
| 2023 | Mondiali            | Budapest | 1500 m piani | Semifinale | 4'00"84     |                                          |
| 2024 | Mondiali indoor     | Glasgow  | 1500 m piani | Argento    | 4'02"32     | Miglior prestazione personale stagionale |
| 2024 | Giochi olimpici     | Parigi   | 1500 m piani | 7ª         | 3'56"38     |                                          |

## Campionati nazionali
- 1 volta campionessa statunitense assoluta dei 1500 metri piani (2023)
- 2 volte campionessa statunitense assoluta dei 1500 metri piani indoor (2023)
- 1 volta campionessa statunitense assoluta del miglio su strada (2023)

2011
- 4ª ai campionati statunitensi juniores, 1500 m piani - 4'26"13

2012
- 6ª ai campionati statunitensi juniores, 1500 m piani - 4'29"52

2017
- 6ª ai campionati statunitensi assoluti, 1500 m piani - 4'10"28

2018
- 9ª ai campionati statunitensi assoluti, 1500 m piani - 4'15"03

2019
- 5ª ai campionati statunitensi assoluti indoor, miglio - 4'31"42
- 10ª ai campionati statunitensi assoluti indoor, 2 miglia - 9'55"0
- Bronzo ai campionati statunitensi assoluti, 1500 m piani - 4'03"55

2022
- 6ª ai campionati statunitensi assoluti indoor, 1500 m piani - 4'10"87

2023
- Oro ai campionati statunitensi assoluti indoor, 1500 m piani - 4'17"10
- Oro ai campionati statunitensi del miglio su strada - 4'27"97
- Oro ai campionati statunitensi assoluti, 1500 m piani - 4'03"10

2024
- Oro ai campionati statunitensi, 1500 m piani - 3'55"33
- Oro ai campionati statunitensi assoluti indoor, 1500 m piani - 4'08"35

## Altre competizioni internazionali
2023
- 6ª all'Herculis ( Monaco), miglio - 4'16"35

2024
- 5ª al Prefontaine Classic ( Eugene), 1500 m piani - 3'59"64